# Elisabeth Eyckhoff
Polizeioberkommissarin Elisabeth Eyckhoff ist eine fiktive Person aus der ARD-Krimireihe Polizeiruf 110, die von Verena Altenberger gespielt wird. Sie ermittelte von 2019 bis 2023.

## Figur
Polizeioberkommissarin (POK) Elisabeth Eyckhoff, genannt „Bessie“, ermittelt in München und Umgebung. Sie wird von Polizeikommissar (PK) Wolfgang Maurer – dargestellt von Andreas Bittl – unterstützt, der jedoch in der zweiten Folge Die Lüge, die wir Zukunft nennen zu Tode kommt. In der ersten Folge Der Ort, von dem die Wolken kommen erhält sie auch Hilfe von ihrem Halbbruder mütterlicherseits Cem Halac, dargestellt von Cem Lukas Yeginer. Ursprünglich war sie laut eigenen Angaben eine „Springerin“, d. h. eine Polizistin, die aufgrund des Personalmangels in verschiedenen polizeilichen Bereichen eingesetzt wird. Mit ihrem Halbbruder Cem verbindet sie eine gemeinsame Kindheit mit ihrer umtriebigen Mutter, die sich wenig um sie gekümmert hat. Zu ihrem Vater hat Elisabeth Eyckhoff laut eigenen Angaben ein gutes Verhältnis.  Ihren Halbbruder versucht sie so gut wie es geht auch finanziell wegen seiner möglichen Alkoholprobleme zu unterstützen. Dies führt dazu, dass sie finanziell schlecht aufgestellt ist, was unerwartete Auswirkungen auf ihren zweiten Fall hat. Die Kommissarin kommt aus Österreich und war in ihrer Jugend Landesmeisterin im Kunstturnen. Zu einigen ihrer Kollegen, darunter Polizeikommissar (PK) Wolfgang Maurer, pflegt sie ein freundschaftliches Verhältnis. So verbringt sie ihre Freizeit u. a. damit, mit ihnen feiern zu gehen, und lässt es sich nicht nehmen, vor Publikum zu singen und zu tanzen. Mit ihrem zeitweiligen Kollegen Lukas Posse – dargestellt von Wolf Danny Homann – von der Bundesanstalt für Finanzdienstleistungsaufsicht (BaFin), hatte sie ein lockeres, kurzes Verhältnis, das jedoch ein bitteres Ende nahm.

## Hintergrund
Matthias Brandt als Hanns von Meuffels erklärte im Januar 2017, dass er aus dem Format Polizeiruf 110 aussteigen möchte. Im August 2018 wurde bekanntgegeben, dass ihn Altenberger als Ermittlerin des Bayerischen Rundfunks ablösen und ab 2019 die Rolle der Elisabeth Eyckhoff übernehmen soll.
Im Juli 2022 wurde der Ausstieg von Verena Altenberger aus der Reihe mit der sechsten Folge mit dem Arbeitstitel Paranoia bekannt. Als Nachfolgerin wurde Johanna Wokalek als Kriminalhauptkommissarin Cris Blohm präsentiert.

## Folgen
| Fall | Folge | Titel                              | Erstausstr.   | Autor                                  | Regie           | Partner                          | Besonderheiten                                                       |
| ---- | ----- | ---------------------------------- | ------------- | -------------------------------------- | --------------- | -------------------------------- | -------------------------------------------------------------------- |
| 1    | 379   | Der Ort, von dem die Wolken kommen | 15. Sep. 2019 | Thomas Korte und Michael Proehl        | Florian Schwarz | PK Wolfgang Maurer und Cem Halac | Premiere am 24. August 2019 auf dem Festival des deutschen Films     |
| 2    | 381   | Die Lüge, die wir Zukunft nennen   | 8. Dez. 2019  | Günter Schütter                        | Dominik Graf    | PK Wolfgang Maurer               | Premiere am 25. Oktober 2019 auf den Internationalen Hofer Filmtagen |
| 3    | 392   | Frau Schrödingers Katze            | 20. Juni 2021 | Clemens Maria Schönborn                | Oliver Haffner  |                                  |                                                                      |
| 4    | 393   | Bis Mitternacht                    | 5. Sep. 2021  | Tobias Kniebe und Josef Wilfling       | Dominik Graf    |                                  | Premiere am 2. Juli 2021 beim Filmfest München                       |
| 5    | 398   | Das Licht, das die Toten sehen     | 15. Mai 2022  | Sebastian Brauneis und Roderick Warich | Filippos Tsitos | Dennis Eden                      |                                                                      |
| 6    | 405   | Paranoia                           | 11. Juni 2023 | Martin Maurer                          | Tobias Ineichen | Dennis Eden                      | letzter Fall von Elisabeth Eyckhoff                                  |